# Île fluviale

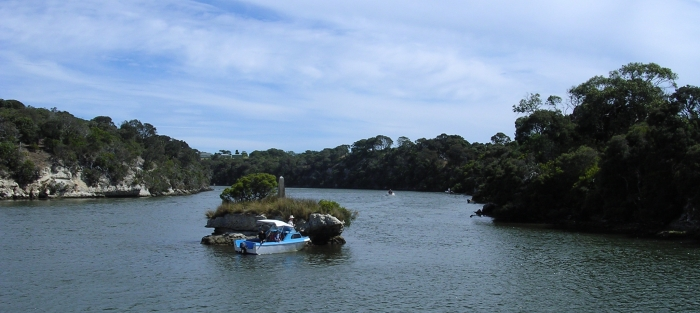
Une île fluviale

Une île fluviale est une étendue de terre située dans un cours d'eau, une rivière ou un fleuve, à la différence des îles lacustres situées dans un lac, et des îles maritimes situées dans une mer ou un océan.

## Caractéristiques

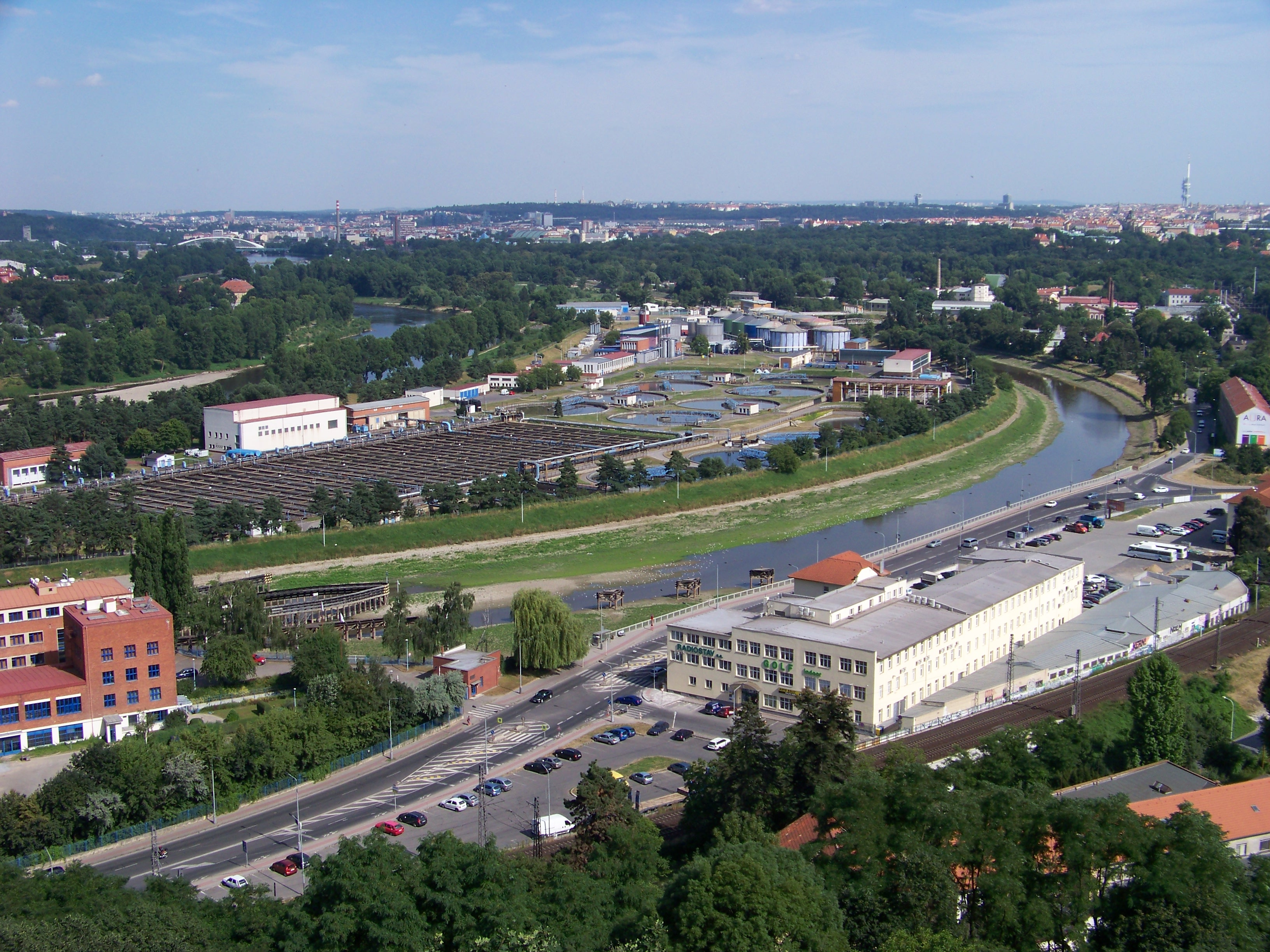
La partie ouest de l'île Císařský, île fluviale sur la Vltava dans la partie nord de Prague, est occupée par la station d'épuration centrale de Prague.

Les îles fluviales apparaissent principalement dans les deltas et dans les larges cours d'eau. Elles se forment par le dépôt de sédiments à des points où le courant perd une partie de son intensité. Par nature, elles sont des parties du cours d'eau isolées du courant. Certaines sont éphémères et peuvent disparaître lorsque le volume d'eau ou la vitesse du cours d'eau changent tandis que d'autres sont stables et d'une grande longévité.

## Listes

### Superficie
La liste suivante recense les îles fluviales mesurant plus de 100 km2. Elle inclut des îles qui sont bordées d'un côté par la mer ou l'océan (îles deltaïques).
| Île                            | Superficie (km²) | Pays                             | Cours d'eau                                                            | Notes |
| ------------------------------ | ---------------- | -------------------------------- | ---------------------------------------------------------------------- | --- |
| Île de Marajó                  | 40 100           | Brésil                           | Amazone, Rio Tocantins                                                 | Île deltaïque, bordée à l'est par l'océan Atlantique. La puissance de l'Amazone fait qu'elle est toutefois intégralement entourée d'eau douce. |
| Île de Bananal                 | 19 162           | Brésil                           | Rio Araguaia                                                           | |
| Tupinambarana                  | 11 850           | Brésil                           | Amazone                                                                | |
| Delta du Nil                   | 8 964            | Égypte                           | Nil (branches de Rosette et de Damiette)                               | Île deltaïque, bordée au nord par la mer Méditerranée                                                                                          |
| Île du Bahr el-Ghebel          | 7 929            | Soudan du Sud                    | Bahr el-Ghebel, Bahr el-Zeraf                                          | |
| Hollande et Utrecht            | 7 361            | Pays-Bas                         | Rhin, IJssel                                                           | Provoquée par la défluence de l'IJssel ; bordée à l'ouest par la mer du Nord                                                                   |
| Arga-Mouora-Sise (de)          | 6 400            | Russie                           | Léna                                                                   | Île du delta de la Léna |
| Île Caviana                    | 5 000            | Brésil                           | Amazone                                                                | Île du delta de l'Amazone |
| Île Grande de Gurupa           | 4 864            | Brésil                           | Amazone, Rio Xingu                                                     | |
| Île Margarita (es) (ou Mompox) | 2 832            | Colombie                         | Río Magdalena                                                          | |
| Uarini                         | 2 339            | Brésil                           | Uarini, Amazone                                                        | |
| Boven Digul                    | 2 171            | Indonésie                        | Digul, Kawaga                                                          | |
| Île Richards                   | 2 165            | Canada                           | Mackenzie                                                              | |
| Krasnoslobodsk                 | 2 002            | Russie                           | Volga, Akhtouba                                                        | |
| Žitný ostrov                   | 1 885            | Slovaquie                        | Danube, petit Danube                                                   | |
| Ilha da Laguna                 | 1 802            | Brésil                           | Amazone                                                                | Île du delta de l'Amazone |
| Letea                          | 1 480            | Roumanie                         | Danube                                                                 | |
| Camargue                       | 1 453            | France                           | Rhône (Grand-Rhône et Petit-Rhône)                                     | Île deltaïque |
| Bhola                          | 1 441            | Bangladesh                       | Meghna                                                                 | |
| Île de São Luís                | 1 410            | Brésil                           |                                                                        | Île séparant les baies de São Marcos (en) et São José (en), estuaires recevant chacun plusieurs fleuves.                                       |
| Ilha dos Macacos               | 1 377            | Brésil                           | Amazone                                                                | Île du delta de l'Amazone |
| Morfil                         | 1 250            | Sénégal                          | Sénégal                                                                | |
| Zhongshan Dao (en)             | 1 055            | Chine                            | Rivière des Perles                                                     | |
| Île de Chongming               | 1 041            | Chine                            | Yangzi Jiang                                                           | |
| Balta Ialomiței (en)           | 831              | Roumanie                         | Danube                                                                 | |
| Sandwip                        | 762              | Bangladesh                       | Meghna                                                                 | |
| Grande île de Brăila (en)      | 720              | Roumanie                         | Danube                                                                 | |
| Nsumba                         | 500              | République démocratique du Congo | Congo                                                                  | |
| Île de Montréal                | 499              | Canada                           | Saint-Laurent                                                          | |
| Majuli                         | 422              | Inde                             | Brahmapoutre                                                           | |
| Île San Simón (es)             | 412              | Bolivie                          | Río Guaporé                                                            | |
| Szigetköz                      | 375              | Hongrie, Slovaquie               | Danube                                                                 | |
| Manpura                        | 373              | Bangladesh                       | Meghna                                                                 | |
| Hatia                          | 371              | Bangladesh                       | Meghna                                                                 | |
| Inhacamba (en)                 | 340              | Mozambique                       | Zambèze                                                                | |
| Hoeksche Waard                 | 324              | Pays-Bas                         | Vieille Meuse, Nouvelle Meuse                                          | Également considérée parfois comme un waard |
| Ilha de Maracá (pt)            | 300              | Brésil                           | Amazone                                                                | |
| Bolchoï Oussouriisk            | 260              | Chine, Russie                    | Amour, Oussouri                                                        | |
| Île de Csepel                  | 257              | Hongrie                          | Danube                                                                 | |
| Île Jésus                      | 242              | Canada                           | Rivière des Mille Îles et Rivière des Prairies (Rivière des Outaouais) | |
| Voorne-Putten                  | 220              | Pays-Bas                         | Vieille Meuse, Nouvelle Meuse                                          | |
| Île Santay (es)                | 218              | Équateur                         | Río Guayas                                                             | |
| Mosqueiro (pt)                 | 212              | Brésil                           | Amazone                                                                | |
| Hisingen                       | 199              | Suède                            | Göta älv                                                               | |
| Île d'Orléans                  | 193              | Canada                           | Saint-Laurent                                                          | |
| M'Bamou                        | 180              | République du Congo              | Congo                                                                  | |
| Isla del Cerrito               | 160              | Argentine                        | Rio Paraná, río Paraguay                                               | |
| Île Roberts                    | 133              | États-Unis                       | San Joaquin                                                            | |
| Île Union                      | 130              | États-Unis                       | San Joaquin                                                            | |
| Île Davis (en)                 | 120              | États-Unis                       | Mississippi                                                            | |
| Taiama                         | 116              | Brésil                           | Río Paraguay                                                           | |
| Lulu Island                    | 112              | Canada                           | Fraser                                                                 | |
| Sarpinski (ru)                 | 110              | Russie                           | Volga                                                                  | |
| Île Sauvie                     | 105              | États-Unis                       | Columbia                                                               | |
| IJsselmonde                    | 105              | Pays-Bas                         | Vieille Meuse, Nouvelle Meuse                                          | |
| Mateba                         | 100              | République démocratique du Congo | Congo                                                                  | |

### Population
La liste suivante recense les îles fluviales de plus de 25 000 habitants. Comme dans la section précédente, elle inclut des îles qui sont bordées d'un côté par la mer ou l'océan.
| Nom                 | Population       | Superficie (km²) | Pays         | Ville (s)                                                              | Cours d'eau                                  |
| ------------------- | ---------------- | ---------------- | ------------ | ---------------------------------------------------------------------- | -------------------------------------------- |
| Salsette            | 15 000 000       | 619              | Inde         | Bombay, Thane                                                          | Ulhas                                        |
| Zhongshan Dao (en)  | 2 300 000 (2008) | 59               | Chine        | Macao, Zhongshan, Zhuhai                                               | Rivière des Perles                           |
| Île de Montréal     | 1 886 481 (2011) | 499              | Canada       | Montréal                                                               | Saint-Laurent, rivière des Prairies          |
| Bhola               | 1 800 000 (2020) | 1 441            | Bangladesh   | Bhola                                                                  | Meghna                                       |
| Manhattan           | 1 634 795 (2008) | 59               | États-Unis   | New York                                                               | Hudson, East River                           |
| Haizhu              | 1 558 663 (2010) | 90               | Chine        | Canton                                                                 | Rivière des Perles                           |
| Île de Chongming    | 660 000 (2010)   | 1 267            | Chine        | Shanghai                                                               | Yangzi Jiang                                 |
| Île Jésus           | 422 993 (2016)   | 242              | Canada       | Laval                                                                  | Rivière des Mille Îles, rivière des Prairies |
| Žitný ostrov        | 226 446 (2001)   | 1 885            | Slovaquie    | Bratislava, Komárno, Dunajská Streda et autres                         | Danube, petit Danube                         |
| Île Vassilievski    | 202 650 (2002)   | 19               | Russie       | Saint-Pétersbourg                                                      | Grande Neva, petite Neva                     |
| Lulu Island         | 198 309 (2016)   | 122              | Canada       | Richmond                                                               | Fraser                                       |
| Srirangam           | 181 556 (2001)   | 13               | Inde         | Srirangam                                                              | Kaveri                                       |
| Bangkok Noi         | 179 814 (2017)   | 18               | Thaïlande    | Bangkok                                                                | Chao Phraya                                  |
| Majuli              | 167 304 (2011)   | 422              | Inde         |                                                                        | Brahmapoutre                                 |
| Île de Csepel       | 166 953 (2012)   | 257              | Hongrie      | Multiples                                                              | Danube                                       |
| Hisingen            | 130 000          | 199              | Suède        | Göteborg                                                               | Göta älv                                     |
| Île de Dordrecht    | 118 871 (2006)   | 99               | Pays-Bas     | Dordrecht                                                              | Vieille Meuse                                |
| Île de Manpura (en) | 76 582 (2011)    | 373              | Bangladesh   | Manpura                                                                | Meghna                                       |
| Wilhelmsburg        | 49 132 (2006)    | 35.3             | Allemagne    | Hambourg                                                               | Elbe                                         |
| Île Perrot          | 39 039 (2019)    | 1 441            | Canada       | Notre-Dame-de-l'Île-Perrot, Terrasse-Vaudreuil, Pincourt, L'Île-Perrot | Saint-Laurent                                |
| Yeouido             | 30 988 (2006)    | 8                | Corée du Sud | Séoul                                                                  | Han                                          |
| Srirangapatna       | 25 061 (2011)    | 13               | Inde         | Srirangapatna                                                          | Kaveri                                       |

## Référence
- (en) Cet article est partiellement ou en totalité issu de l’article de Wikipédia en anglais intitulé « River island » (voir la liste des auteurs).